# Eolambia caroljonesa
L'eolambia (Eolambia caroljonesa Kirkland, 1998) è un dinosauro erbivoro appartenente agli ornitopodi. Visse tra la fine del Cretaceo inferiore e l'inizio del Cretaceo superiore (Albiano/Cenomaniano, circa 100 milioni di anni fa); i suoi resti fossili sono stati ritrovati in Nordamerica (Utah).

## Descrizione

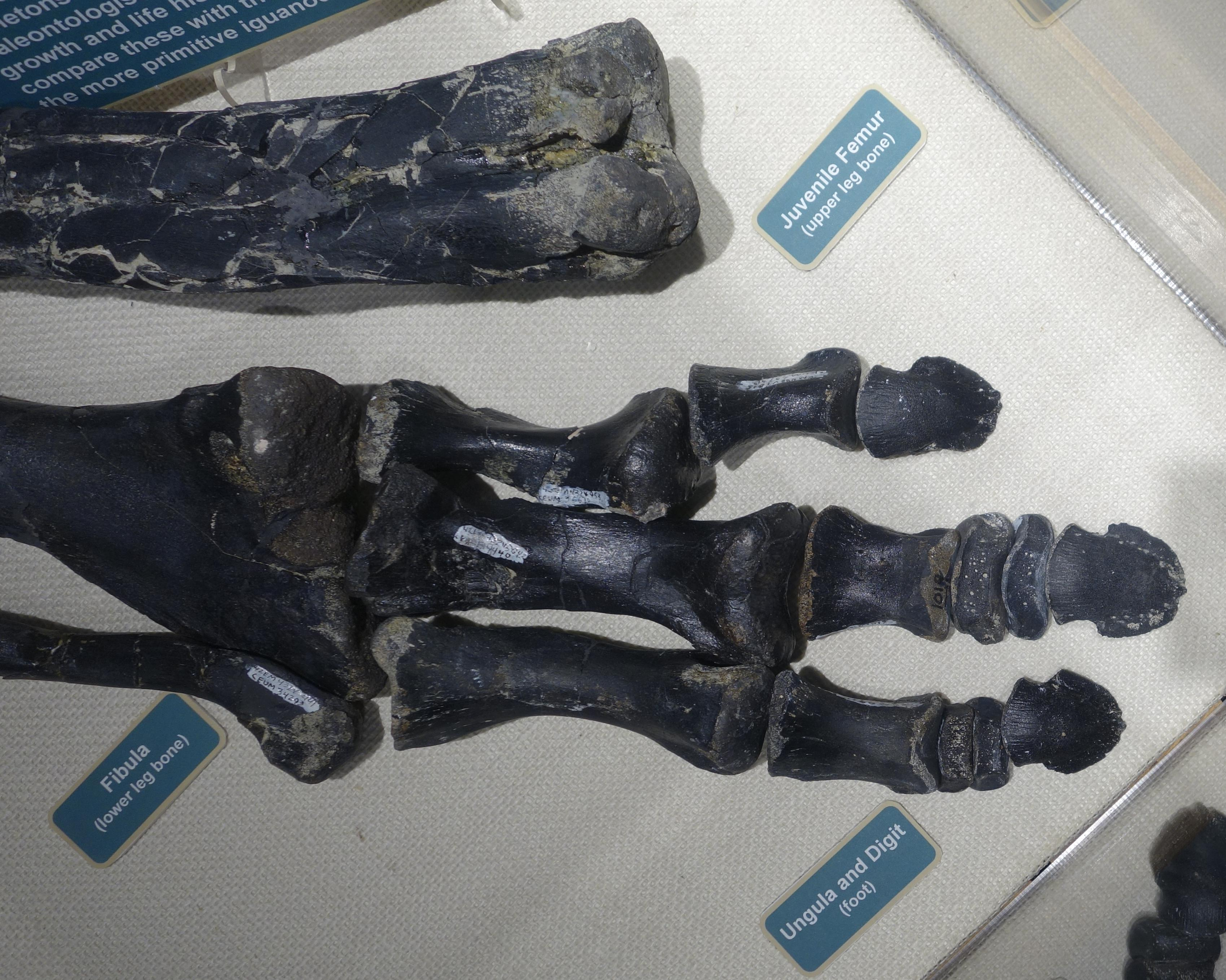
Ossa del piede in posizione anatomica

Conosciuto per resti incompleti di alcuni individui, questo dinosauro era di dimensioni medie (lunghezza circa sei metri) e di corporatura relativamente snella rispetto ad altri animali simili come Iguanodon. Possedeva un cranio basso e allungato, dotato di un becco privo di denti nella parte anteriore e di una serie di denti molariformi nella parte posteriore delle fauci.

## Classificazione
I resti di questo animale vennero ritrovati negli anni '80 del secolo scorso e soprannominati “Eohadrosaurus caroljonesi” per alcuni anni, a causa della presunta parentela con gli adrosauri (o dinosauri a becco d'anatra. Successivamente vennero descritti da Kirkland (1998) sotto il nome di Eolambia caroljonesa; il nome generico deriva da “eos”, parola greca che significa “alba” e dal suffisso Lambia, da Lawrence Lambe, un paleontologo canadese al quale è stato dedicato un altro dinosauro, Lambeosaurus.

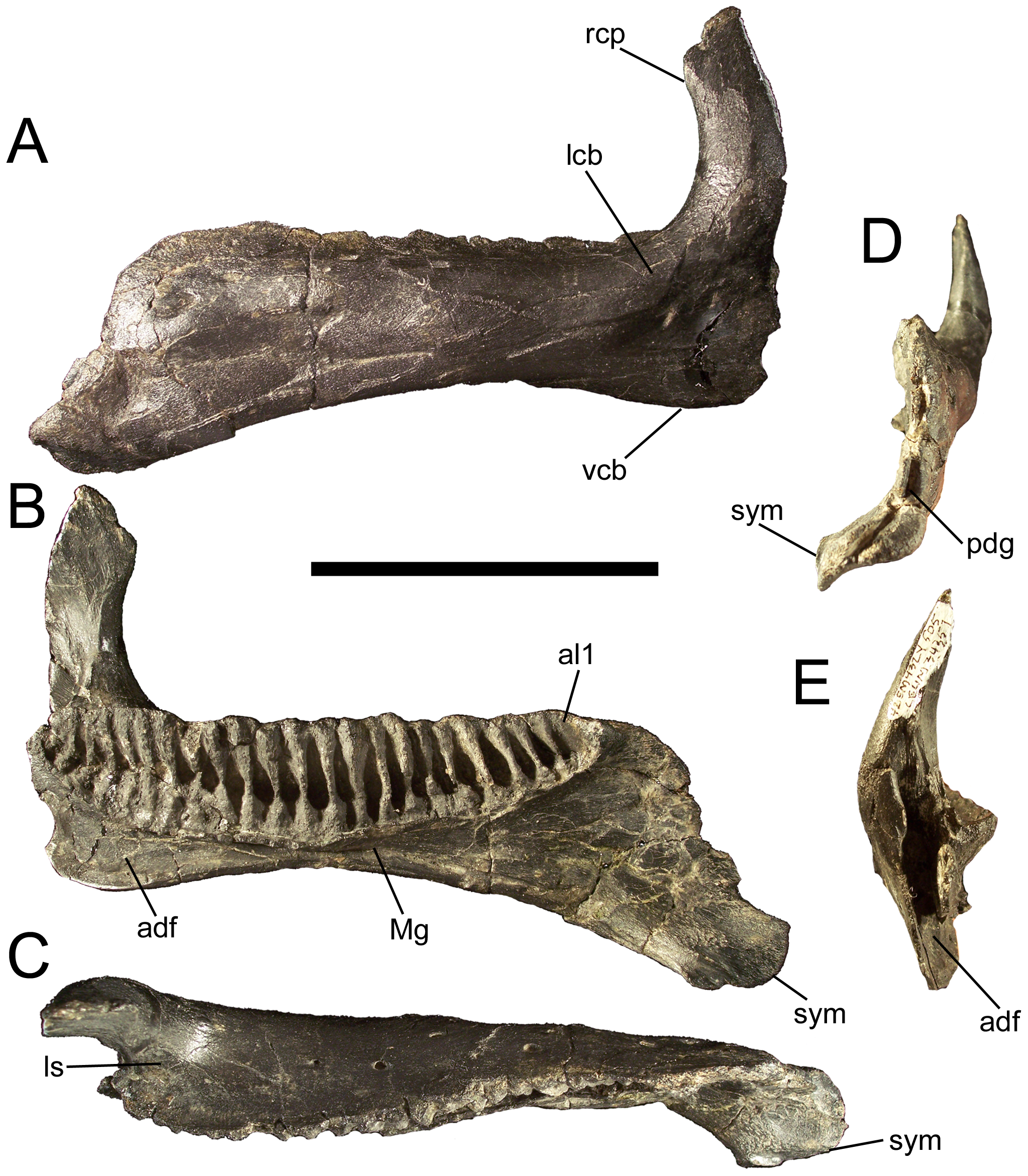
Mandibola di Eolambia

Eolambia, quindi, significa “antico lambeosauro”. In seguito si ritenne che questo animale non fosse strettamente imparentato con i lambeosauri, ma avesse sviluppato una sorta di convergenza evolutiva con le forme più primitive del gruppo. Attualmente, Eolambia è comunque considerato un iguanodonte vicino all'origine degli adrosauri.